# Vladislav Roubal
Vladislav Roubal (31. prosince 1920 Semily – 15. října 1951) byl český mechanik a politický vězeň, který v roce 1951 uprchnul z pracovního tábora a krátce poté byl zastřelen.

## Život
Narodil se v roce 1920 v Semilech. Jeho otec František byl legionář. V Semilech nejprve navštěvoval obecnou školu, později začal studovat na měšťanské škole v Novém Bohumíně. Od 16 let se učil automechanikem. V květnu 1938 dobrovolně nastoupil základní vojenskou službu. V březnu 1939 byl umístěn k leteckému pluku v Olomouci.

### Druhá světová válka
V roce 1939 emigroval přes Polsko poté, co byl v květnu 1939 zatčen jeho otec kvůli formování protinacistického odboje (otec byl v dubnu 1944 nacisty popraven). V Polsku byl přitom nejprve týdny držen na policejní stanici v Šumbarku (který tehdy patřil Polsku), poté odcestoval do Malých Bronovic nedaleko Krakova. Ještě před začátkem druhé světové války potom stihl z Gdyně odjet do Francie. Od srpna do prosince 1939 pracoval v Saint-Étienne v průmyslové firmě. V prosinci 1939 odcestoval do Agde, kde se učil na poddůstojnické škole. Od května do června 1940 působil na letecké základně v Bordeaux. Po kapitulaci Francie byl posléze odvezen do Velké Británie. V ní se jako mechanik nejprve v červenci 1940 zapojil do údržby letadel. Od roku 1944 u britského letectva působil i jako pilot ve výcviku. Po konci druhé světové války odešel v listopadu 1945 z armády a od ledna 1946 byl zaměstnancem československého Ministerstva zahraničí. V březnu 1946 mu prezident Edvard Beneš udělil Medaili Za zásluhy II. stupně a Uznání za vynikajících vojenských činů mimo boj. V lednu 1947 mu byl udělen Československý válečný kříž. Téhož roku se mu narodil syn, který zemřel ve věku 3 měsíců. Na přelomu let 1947 a 1948 začal pracovat na velvyslanectví jako sekretář konzula v Belgickém Kongu. V něm se mu v lednu 1949 narodila dcera. Ta později onemocněla malárií.
V rámci svého působení na velvyslanectví se opakovaně dostával do konfliktu s jeho přednostou Zbyňkem Roušarem. V roce 1949 (podle některých zdrojů v únoru a podle jiných v květnu) mu byla zaslána výzva k návratu z Leopoldville do Československa, což Roubal odmítl s odkazem na špatný zdravotní stav své dcery. V Africe nakonec zůstal, přestože byl z konzulárních služeb propuštěn a žil v domě Řeka Papadimitriouse. Nakonec se vrátil zpět do Evropy. V roce 1950 krátce pobýval v Bruselu a zřejmě se snažil emigrovat do Spojených států amerických, Velké Británie nebo Jugoslávie.

### Odsouzení, útěk a smrt
V srpnu 1950 zažádal o možnost návratu do vlasti, přičemž v listopadu 1950 tak učinil. Ihned poté byl československými úřady na Letišti v Ruzyni zatčen a vzat do vazby. V dubnu 1951 byl v politickém procesu odsouzen za trestné činy prorady a velezrady k jedenáctiletému trestu odnětí svobody a umístěn do pracovního tábora v Horním Slavkově. Z něj v říjnu 1951 spolu s dalšími jedenácti vězni uprchnul, nicméně ještě téhož dne byl na útěku zastřelen, když byl příslušníky SNB neozbrojen zasažen pěti střelami a na místě zemřel. Někteří uprchlíci ze skupiny přitom byli dopadeni, odsouzeni k trestu smrti a popraveni (Boris Volek a Ladislav Plšek).
V Horním Slavkově připomíná jeho památku pamětní deska.